# Dupuy de Lôme (A759)
Dupuy de Lôme (A759) je zpravodajská loď francouzského námořnictva.

## Historie
Stavba plavidla byla objednána roku 2001. Stavbu dle civilních standardů provedla francouzská loděnice Thales Naval France. Do služby vstoupila v dubnu 2006.

## Konstrukce
K vlastní obraně slouží dva 12,7mm kulomety M2 Browning. Plavidlo nese dva navigační radary DRBN-38. Pohonný systém tvoří dva diesely MaK 9 M 25 . Nejvyšší rychlost je 16 uzlů. Dosah plavidla je 3600 námořních mil při rychlosti 16 uzlů.

## Operační služba
V dubnu 2014 za Krymské krize vplul Dupuy de Lôme do Černého moře, kde loď operovala do konce května 2014.